# Theodor Hettinger
Theodor Hettinger (* 20. März 1922 in Niederselters; † 9. März 1994 in Mülheim an der Ruhr) war ein deutscher Arzt und einer der Mitbegründer der modernen Arbeitsmedizin.

## Herkunft, Ausbildung und Familie
Als Sohn des beamteten Otto Hettinger und der Helene Hettinger, geb. Gruschka, wurde Theodor Hettinger unweit von Limburg an der Lahn im Taunus geboren. Nach dem Besuch des Gymnasiums promovierte er am 14. Juni 1948 an der Medizinischen Fakultät der Universität zu Frankfurt am Main zum Dr. med. Im Jahr darauf heiratete er die Anneliese geb. Kipker.
In der Zeit bis zu seiner Habilitation an der TH Aachen im Jahr 1968 war Hettinger dann zunächst am Krankenhaus in Katzenelnbogen, unweit seines Geburtsortes und dem Max-Planck-Institut in Dortmund beschäftigt. Unterbrochen wurden diese Abschnitte von seinem Aufenthalt an dem Lankenau Hospital in Philadelphia. Von 1960 bis 1976 versah Hettinger die Leitung der betriebsärztlichen Zentralstelle bei der Rheinstahl AG in Mülheim.
Von 1968 bis 1976 hatte er als Privatdozent bzw. Außerplanmäßiger Professor (1971) eine Dozentur an der TH Aachen inne. Von dort wechselte er 1976, an die im Jahr 1972 als Gesamthochschule begründete Bergische Universität Wuppertal, wo er eine Professur am „Institut für Arbeitsmedizin, Sicherheitstechnik und Ergonomie“ (ASER) übernahm. Wenige Tage nach seinem 65. Geburtstag, aus dessen Anlass ein Kolloquium abgehalten wurde, erfolgte am 27. März 1987 seine Emeritierung.

## Auszeichnungen
- 1972 Ruhrpreis für Kunst und Wissenschaft der Stadt Mülheim an der Ruhr[2]
- 1981: Preis des Kongresses für Arbeitsschutz und Arbeitsmedizin

## Schriften (Auswahl)
- Der Kalorienverbrauch einiger typischer Berufsgruppen der Reichsbahn. o. Verlag. Limburg/Lahn 1948. o. ISBN. (= zugleich Diss. Frankfurt a. M. 1948).
- Physiology of Strength. 1961
- Arbeitsphysiologische Meßmethoden. 1964
- Fit sein – fit bleiben. 5. Aufl. 1971
- Isometrisches Muskeltraining. 5. Aufl. 1972 (auch in Japanisch und Ungarisch verlegt)
- mit Hugo Schmale und Gerhard Kaminsky: Ergonomie am Arbeitsplatz. 2. Auflage. 1980. Friedrich Kiehl Verlag, ISBN 3-470-87152-3.
- mit Gerhard Kaminsky und Spitzer: Energieverbrauchstafeln. 6. Auflage. 1982.
- Sportmedizin – Arbeits- und Leistungsgrundlagen. 2. Auflage. 1988.